# Jusheyhoea
Jusheyhoea is een geslacht van eenoogkreeftjes uit de familie van de Chondracanthidae. De wetenschappelijke naam van het geslacht is voor het eerst geldig gepubliceerd in 1985 door Villalba & Fernandez.

## Soorten
- Jusheyhoea macrura Villalba & Fernandez, 1985
- Jusheyhoea moseri Kabata, 1991
- Jusheyhoea ryukyuensis Ho, 1994